# 魏滕
魏滕是奥地利下奥地利州梅尔克县的一个市镇。总面积28.48平方公里，总人口1137人，人口密度39.9人/平方公里（2005年）。